# Habenaria beccarii
Habenaria beccarii är en orkidéart som beskrevs av Rudolf Schlechter. Habenaria beccarii ingår i släktet Habenaria och familjen orkidéer. Inga underarter finns listade i Catalogue of Life.